# Mesut Özil
Mesut Özil (Gelsenkirchen, 1988. október 15. –) világbajnok német labdarúgó. 2023 márciusában jelentette be visszavonulását.

## Pályafutása

### Klubcsapatokban

#### A kezdetek
A karrierje kezdetén különböző gelsenkircheni klubokban szerepelt 1995 és 2000 között, majd öt évig a Rot-Weiß Essenben játszott. Végül 2005-ben a Schalke 04 utánpótláscsapatába igazolt. Egy szezont követően az első csapat keretének a tagja lett. Lincolnt kiszorítva támadó középpályásként mutatkozott be a felnőttcsapatban a Bayer Leverkusen elleni ligakupa-mérkőzésen, majd a Bayern München elleni döntőn is pályára lépett a kezdőcsapat tagjaként.

#### Werder Bremen
2008. január 31-én 4,3 millió euróért a Werder Bremenbe igazolt, 2011. június 30-ig. Első gólját április 26-án szerezte a Karlsruher ellen. A 2007–08-as szezonban 12 alkalommal lépett pályára és hatszor a kezdőcsapat tagja volt.
2008–09-es idényében, a brémai egyesület csak a 10. helyen zárta a Bundesliga tabelláját, viszont a német kupát Özil találatával sikerült megnyerniük, valamint az UEFA-kupa döntőjébe is sikerült eljutniuk, ott azonban vereséget szenvedtek az ukrán Sahtar Donecktől. Özil 3 gólt és 15 gólpasszt jegyzett a kiírásban.
A 2009–10-es évadra alapemberré vált a klubban. 2010. május 1-jén játszotta 100. német bajnokiját korábbi csapata, a Schalke ellen. A találkozó 2–0-ra ért véget, ahol ő szerezte az első gólt. 9 találattal és 17 gólpasszal járult hozzá a Werder Bremen év végi 3. helyéhez, őt pedig a szezon első felének legjobb játékosának választották.

#### Real Madrid
2010 augusztusában több csapat is érdeklődött iránta, de végül a spanyol Real Madrid csapatához szerződött. Az átigazolás összegét nem hozták nyilvánosságra, de ez nagyjából 15 millió euró körül volt. Augusztus 22-én mutatkozott be egy barátságos mérkőzésen a Hércules ellen. A találkozó 3–1-es eredményt hozott. A La Ligában először a Mallorca elleni 0–0-s összecsapáson játszott, a 62. percben Ángel Di Maríat váltva. Szeptember 15-én debütált a Bajnokok Ligájában a holland Ajax ellen és a 74. percben gólpasszt adott Gonzalo Higuaínnak. A 2010–11-es idényt 25 gólpasszal fejezte be, ami a legmagasabb szám volt az európai bajnokságokban.
2011. augusztus 14-én a spanyol szuperkupában az FC Barcelona elleni csúcsrangadón betalált, hozzásegítve a Real Madridot a döntetlenhez. Ebben az évben felkerült a FIFA Aranylabda jelöltjei közé. Kiváló teljesítménye miatt jelölést kapott a FIFA Legjobb Játékosának járó díjra, ahol végül a 10. helyen zárt, amivel ő lett a legfiatalabb játékosa a Top10-ben.
2012-ben csapatával megnyerte a spanyol szuperkupát. Mindkét játéknapon a kezdőben kapott helyet. A 2012–13-as évadot elképesztő, 29 gólpasszal fejezte be, aminél senkinek sem volt több az európai topligákban.

#### Arsenal
2013. szeptember 2-án az angol Premier League-ben szereplő Arsenal FC-hez igazolt, mellyel 5 éves szerződést írt alá és 11-es mezszámot kapta meg. Szeptember 14-én mutatkozott be a Sunderland ellen idegenben. A 11. percben Olivier Giroudnak adott gólpasszt a végül 3–1-es Arsenal sikerrel véget érő találkozón. Első gólját az olasz Napoli ellen jegyezte a Bajnokok Ligájában.
2018 februárjában több évre hosszabbítottak a felek. 2019. május 29-én az Európa-liga döntőjében kezdőként 77 percet töltött a pályán. Klubja 4–1-es vereséget szenvedett a Chelseatől.
Éveken keresztül meghatározó kulcsembere és egyik legjobbja volt a londoni alakulatnak. 2020-ra az Arsenal sem az Európa-liga, sem pedig a Premier League-keretébe nem nevezte be, így 32 évesen csak az Arsenal U23-as csapatában játszhatott. 2021. január 16-án közös megegyezéssel felbontották a szerződését.
Mindent figyelembe véve 254 találkozón húzta fel a gárda mezét, melyeken 44 gólt és 77 gólpasszt jegyzett.

#### Fenerbahçe
2021. január 17-én a török Fenerbahçe csapatához írt alá. Sajtóhírek szerint a kontraktusa 3 évig érvényes.

### A válogatottban
2006 szeptemberében meghívót kapott a német U17-es válogatottba. 2007 óta a német U21-es válogatott tagja. 2009. február 5-én meghívót kapott Joachim Löw szövetségi kapitánytól a német labdarúgó-válogatottba is. A február 11-i, Norvégia elleni 1–0-ra elveszített barátságos mérkőzésen csereként debütált a nemzeti csapatban.
2009. június 29-én a mérkőzés játékosa volt az U21-es Európa-bajnokság döntőjében, ahol 4–0-s győzelmet arattak Anglia ellen.
A 2010-es világbajnokságon a német válogatott tagja, a Ghána elleni mérkőzésen győztes gólt szerzett és a mérkőzés játékosa lett.
2014-ben a Német válogatott tagjaként megnyerte a világbajnokságot.
A 2018-as világbajnokságon a német válogatott a csoportkörben kiesett. Özilt sok támadás érte a szereplés, de elsősorban a Recep Tayyip Erdoğan török elnökkel közös fényképe miatt, ennek következtében 2018. július 22-én bejelentette, hogy végleg lemondja a válogatottságot.

## Statisztikái

### Klubcsapatokban
2021. január 17-én frissítve.
| Klub             | Szezon           | Bajnokság        | Bajnokság | Bajnokság | Kupa  | Kupa | Ligakupa | Ligakupa | Nemzetközi | Nemzetközi | Egyéb | Egyéb | Összesen | Összesen |
| Klub             | Szezon           | Liga             | Mérk.     | Gól       | Mérk. | Gól  | Mérk.    | Gól      | Mérk.      | Gól        | Mérk. | Gólok | Mérk.    | Gólok    |
| ---------------- | ---------------- | ---------------- | --------- | --------- | ----- | ---- | -------- | -------- | ---------- | ---------- | ----- | ----- | -------- | -------- |
| Schalke 04       | 2006–07          | Bundesliga       | 19        | 0         | 1     | 0    | 2        | 0        | 1          | 0          | —     | —     | 23       | 0        |
| Schalke 04       | 2007–08          | Bundesliga       | 11        | 0         | 1     | 1    | 0        | 0        | 4          | 0          | —     | —     | 16       | 1        |
| Schalke 04       | Összesen         | Összesen         | 30        | 0         | 2     | 1    | 2        | 0        | 5          | 0          | —     | —     | 39       | 1        |
| Werder Bremen    | 2007–08          | Bundesliga       | 12        | 1         | 0     | 0    | 0        | 0        | 2          | 0          | —     | —     | 14       | 1        |
| Werder Bremen    | 2008–09          | Bundesliga       | 28        | 3         | 5     | 2    | —        | —        | 14         | 0          | —     | —     | 47       | 5        |
| Werder Bremen    | 2009–10          | Bundesliga       | 31        | 9         | 5     | 0    | —        | —        | 10         | 2          | —     | —     | 46       | 11       |
| Werder Bremen    | 2010–11          | Bundesliga       | 0         | 0         | 1     | 0    | —        | —        | 0          | 0          | —     | —     | 1        | 0        |
| Werder Bremen    | Összesen         | Összesen         | 71        | 13        | 11    | 2    | 0        | 0        | 26         | 2          | —     | —     | 108      | 17       |
| Real Madrid      | 2010–11          | La Liga          | 36        | 6         | 6     | 3    | —        | —        | 11         | 1          | —     | —     | 53       | 10       |
| Real Madrid      | 2011–12          | La Liga          | 35        | 4         | 5     | 0    | —        | —        | 10         | 2          | 2     | 1     | 52       | 7        |
| Real Madrid      | 2012–13          | La Liga          | 32        | 9         | 8     | 0    | —        | —        | 10         | 1          | 2     | 0     | 52       | 10       |
| Real Madrid      | 2013–14          | La Liga          | 2         | 0         | 0     | 0    | —        | —        | 0          | 0          | —     | —     | 2        | 0        |
| Real Madrid      | Összesen         | Összesen         | 105       | 19        | 19    | 3    | —        | —        | 31         | 4          | 4     | 1     | 159      | 27       |
| Arsenal          | 2013–14          | Premier League   | 26        | 5         | 5     | 1    | 1        | 0        | 8          | 1          | —     | —     | 40       | 7        |
| Arsenal          | 2014–15          | Premier League   | 22        | 4         | 5     | 1    | 0        | 0        | 5          | 0          | 0     | 0     | 32       | 5        |
| Arsenal          | 2015–16          | Premier League   | 35        | 6         | 1     | 0    | 0        | 0        | 8          | 2          | 1     | 0     | 45       | 8        |
| Arsenal          | 2016–17          | Premier League   | 33        | 8         | 3     | 0    | 0        | 0        | 8          | 4          | —     | —     | 44       | 12       |
| Arsenal          | 2017–18          | Premier League   | 26        | 4         | 0     | 0    | 2        | 0        | 7          | 1          | —     | —     | 35       | 5        |
| Arsenal          | 2018–19          | Premier League   | 24        | 5         | 1     | 0    | 0        | 0        | 10         | 0          | —     | —     | 35       | 6        |
| Arsenal          | 2019–20          | Premier League   | 18        | 1         | 1     | 0    | 2        | 0        | 2          | 0          | —     | —     | 23       | 1        |
| Arsenal          | 2020–21          | Premier League   | 0         | 0         | 0     | 0    | 0        | 0        | 0          | 0          | —     | —     | 0        | 0        |
| Arsenal          | Összesen         | Összesen         | 184       | 33        | 16    | 2    | 5        | 0        | 48         | 9          | 1     | 0     | 254      | 44       |
| Fenerbahçe       | 2020–21          | Süper Lig        | 0         | 0         | 0     | 0    | —        | —        | —          | —          | —     | —     | 0        | 0        |
| Fenerbahçe       | Összesen         | Összesen         | 0         | 0         | 0     | 0    | —        | —        | —          | —          | —     | —     | 0        | 0        |
| Karrier összesen | Karrier összesen | Karrier összesen | 390       | 65        | 48    | 8    | 7        | 0        | 110        | 15         | 5     | 1     | 560      | 89       |

1. ↑  Magában foglalja a  Német kupán, a Spanyol kupán, FA-kupán való pályára lépeseit.
2. ↑  Magában foglalja a Német Ligakupán, az EFL kupán való pályára lépeseit.
3. ↑  Magában foglalja a Spanyol szuperkupán és az Angol szuperkupán való pályára lépeseit.
4. 1 2 3  Magában foglalja az UEFA-kupán való pályára lépeseit.
5. 1 2 3 4 5 6 7 8 9  Magában foglalja a Bajnokok ligájában való pályára lépeseit.
6. 1 2 3 4  Magában foglalja az Európa-ligán való pályára lépeseit.

### A válogatottban
2018. június 27-én frissítve.
| Németország | Németország | Németország |
| Év          | Mérkőzés    | Gól         |
| ----------- | ----------- | ----------- |
| 2009        | 7           | 1           |
| 2010        | 14          | 2           |
| 2011        | 9           | 5           |
| 2012        | 13          | 6           |
| 2013        | 9           | 3           |
| 2014        | 10          | 1           |
| 2015        | 8           | 0           |
| 2016        | 13          | 3           |
| 2017        | 5           | 1           |
| 2018        | 4           | 1           |
| Összesen    | 92          | 23          |

### Góljai a válogatottban
| 1.                         | 2009. szeptember 5.  | BayArena, Leverkusen, Németország                    | Dél-afrikai Köztársaság | 2–0 | 2–0 | Barátságos                       |
| 2.                         | 2010. június 23.     | Soccer City, Johannesburg, Dél-afrikai Köztársaság   | Ghána                   | 1–0 | 1–0 | 2010-es labdarúgó-világbajnokság |
| 3.                         | 2010. október 8.     | Olimpiai stadion, Berlin, Németország                | Törökország             | 2–0 | 3–0 | 2012-es Eb selejtező             |
| 4.                         | 2011. június 7.      | Tofik Bakhramov Stadion, Baku, (Azerbajdzsán),       | Azerbajdzsán            | 1-0 | 3-1 | 2012-es Eb-selejtező             |
| 5.                         | 2011. szeptember 2.  | Arena AufSchalke stadion, Gelsenkirchen, Németország | Ausztria                | 2-0 | 6-2 | 2012-es Eb-selejtező             |
| 6.                         | 2011. szeptember 2.  | Arena AufSchalke stadion, Gelsenkirchen, Németország | Ausztria                | 4-1 | 6-2 | 2012-es Eb-selejtező             |
| 7.                         | 2011. október 11.    | Esprit Aréna, Düsszeldorf, Németország               | Belgium                 | 1-0 | 3-1 | 2012-es Eb-selejtező             |
| 8.                         | 2011. november 15.   | Volksparkstadion, Hamburg, Németország               | Hollandia               | 3-0 | 3-0 | Barátságos mérkőzés              |
| 9.                         | 2012. június 28.     | Nemzeti stadion, Varsó, Lengyelország                | Olaszország             | 1-2 | 1-2 | 2012 Eb                          |
| 10.                        | 2012. szeptember 7.  | AWD-Arena, Hannover, Németország                     | Feröer                  | 2-0 | 3-0 | 2014 vb-selejtező                |
| 11.                        | 2012. szeptember 7.  | AWD-Arena, Hannover, Németország                     | Feröer                  | 3-0 | 3-0 | 2014 vb-selejtező                |
| 12.                        | 2012. szeptember 11. | Ernst Happel stadion, Bécs, Ausztria                 | Ausztria                | 2-0 | 2-1 | 2014 vb-selejtező                |
| 13.                        | 2012. október 12.    | Aviva Stadium, Dublin, Írország                      | Írország                | 3-0 | 6-1 | 2014 vb-selejtező                |
| 14.                        | 2012. október 16.    | Olimpiai stadion, Berlin, Németország                | Svédország              | 4-0 | 4-4 | 2014 vb-selejtező                |
| 15.                        | 2013. szeptember 10. | Tórsvøllur, Tórshavn, Feröer-szigetek                | Feröer                  | 2-0 | 3-0 | 2014 vb-selejtező                |
| 16.                        | 2013. október 11.    | Rhein-Energie Stadion, Köln, Németország             | Írország                | 3-0 | 3-0 | 2014 vb-selejtező                |
| 17.                        | 2013. október 15.    | Friends Arena, Solna, Svédország                     | Svédország              | 1-2 | 5-3 | 2014 vb-selejtező                |
| 18.                        | 2014. június 30.     | Estádio Beira-Rio, Porto Alegre, Brazília            | Algéria                 | 2-0 | 2-1 | 2014 vb                          |
| 19.                        | 2016. március 29.    | Allianz Arena, München, Németország                  | Olaszország             | 4-0 | 4-1 | barátságos                       |
| 20.                        | 2016. július 2.      | Nouveau Stade de Bordeaux, Bordeax, Franciaország    | Olaszország             | 1-0 | 1-1 | 2016 Eb                          |
| 21.                        | 2016. augusztus 31.  | Borussia-Park, Mönchengladbach, Németország          | Finnország              | 2-0 | 2-0 | barátságos                       |
| 22.                        | 2017. szeptember 4.  | Mercedes-Benz Arena, Stuttgart, Németország          | Norvégia                | 1–0 | 6–0 | 2018-as vb-selejtező             |
| 23.                        | 2018. június 2.      | Wörtherseestadion, Klagenfurt, Ausztria              | Ausztria                | 1–0 | 1–2 | barátságos                       |
| Frissítve 2018. július 22. |                      |                                                      |                         |     |     |                                  |

## Sikerei, díjai

### Klubcsapatokban
Werder Bremen
- Német kupa: 2008–09[45]

Real Madrid
- Spanyol bajnok: 2011–12[46]
- Spanyol kupa: 2010–11[47]
- Spanyol szuperkupa: 2012[23]

Arsenal
- Angol kupa: 2014,[48] 2015,[49] 2017[50]
- Angol ligakupa döntős: 2018[51]
- Angol szuperkupa: 2015[52]
- Európa-liga döntős: 2018–19[53]

### A válogatottban
Németország
- U21-es Európa-bajnok: 2009[37]
- Világbajnoki bronzérmes: 2010[54]
- Világbajnokság: 2014[55]

## Magánélete
2013 és 2015 között Mandy Capristo német énekesnővel élt együtt. 2017 óta a korábbi török szépségkirálynő, Amine Gülşe a párja. Muszlim vallású.